# Barry Sandler
Barry Sandler (n. 23 februarie 1947, Buffalo, New York, SUA) este un scenarist și producător de film american. Cariera sa s-a întins pe parcursul a câtorva decenii, perioada cea mai prolifică fiind anii 1980. Sandler, deschis homosexual, este probabil cel mai cunoscut ca autor al scenariului filmului Making Love (1982), primul film mainstream de la Hollywood care a tratat în mod serios problemele homosexualității și ale afirmării orientării sexuale. Sandler a fost intervievat cu privire la Making Love în filmul documentar The Celluloid Closet (1995).
În afara activității sale de scenarist, Sandler predă cursuri de scenaristică la University of Central Florida și este director artistic al Outfest, un festival de film cu tematică homosexuală organizat în Los Angeles.
El este laureat al GLAAD Media Award și al Gay Pioneer Award for Courage and Artistry (decernat în 2002 la Festivalul Outfest) și a fost numit de revista cu specific LGBT The Advocate drept unul dintre cei mai influenți artiști homosexuali din America.

## Filmografie

### Scenarist
- Kansas City Bomber⁠(d) (1972)
- The Loners (1972)
- The Duchess and the Dirtwater Fox⁠(d) (1976)
- Gable and Lombard⁠(d) (1976)
- The Other Side of Midnight⁠(d) (1977) - nemenționat
- Oglinda spartă (The Mirror Crack'd, 1980)
- Crimă sub soare (Evil Under the Sun, 1982) - nemenționat
- Making Love⁠(d) (1982)
- Crimes of Passion (1984)
- All-American Murder⁠(d) (1992)
- Evil Never Dies⁠(it)[traduceți] (2003)
- Knock ‘em Dead (2014)

### Producător
- Making Love (1982) - producător asociat
- Crimes of Passion (1984)
- All-American Murder (1992) - coproducător